# Mihovil Radja
Mihovil Radja (Spalato, 30 luglio 1931 – Spalato, 13 aprile 2010) è stato un dirigente sportivo e rugbista a 15 jugoslavo, tra i pionieri della disciplina in Croazia.

## Biografia
Dal 1954 al 1958 è stato un giocatore del HARK Mladost di Zagabria, dal 1959 è stato giocatore e allenatore al RK Nada di Spalato con il quale si laureò diverse volte campione jugoslavo.
Per 20 anni, dal 1980 al 2000, fu presidente del Nada. Inoltre è stato un membro della federazione HRS nonché di quella jugoslava. Per il suo impegno sportivo, Radja nel 1992 fu insignito con il Premio nazionale per lo sport "Franjo Bučar".
È morto dopo una lunga malattia a 79 anni di età.

## Palmarès
- Campionati jugoslavi: 10
Nada: 1962, 1963, 1964, 1965, 1966, 1967, 1970, 1971, 1972, 1973
- Coppe di Jugoslavia: 6
Nada: 1964, 1968, 1969, 1970, 1972, 1976

## Riconoscimenti
- Premio nazionale per lo sport "Franjo Bučar": 1992
- Premio del Comitato Olimpico Croato "Matija Ljubek": 1995[3]